# Gemma Cruz
Gemma Teresa Guerrero Cruz Araneta (Manila, 30 settembre 1943) è una modella filippina vincitrice della quinta edizione del concorso di bellezza Miss International 1964.
Fu la prima donna asiatica a ricevere il titolo, che le fecero anche ottenere le decorazioni nazionali di "Outstanding Manileña" e "Golden Heart" da parte del presidente Diosdado Macapagal. La sua bisnonna paterna era Doña Maria Rizal, sorella dell'eroe nazionale José Rizal.
Gemma Cruz ebbe la possibilità di partecipare a Miss International grazie alla vittoria nel concorso nazionale Miss Filippine. La Cruz donò l'intero premio vinto a Miss International di 10.000 dollari ad un orfanotrofio di Marikina nelle Filippine.
Nel 1968 il presidente Ferdinand Marcos nominò Gemma Cruz direttrice del museo nazionale. Dal 1998 al 2001 il presidente Joseph Estrada l'ha nominata segretario del dipartimento del turismo. In seguito la Cruz ha continuato a lavorare come giornalista, scrittrice e conduttrice radiofonica e televisiva.